# Hatschbachiella
Hatschbachiella, rod glavočika iz podtribusa Gyptidinae, dio tribusa Eupatorieae.

## Opis roda
Hatschbachiella uključuje dvije južnoameričke vrste, jednu s relativno širokom rasprostranjenošću od Brazila do Argentine, a drugu ograničenu na Brazil. Posebna značajka roda su cipsele koje su čekinjaste (setulozne), ali ne i žljezdaste.

## Vrste
1. Hatschbachiella polyclada (Dusén ex Malme) R.M.King & H.Rob.
2. Hatschbachiella tweedieana (Hook. & Arn.) R.M.King & H.Rob.

## Sinonimi
Nema.